# Никола Тодоровски (кмет)
Никола Иванов Тодоровски е български политик, кмет на Орхание в периода 1920 – 1923 г.
Произхожда от Тодоровския род. На 30 март 1920 г. е избран за кмет на Орхание, пост който заема до прекратяване на мандата му през февруари 1923 г. На 9 октомври 1921 г., в присъствието на цар Борис III, е положен основният камък на читалището в града. Средствата са осигурени от Общината и 24-ма благодетели. Сред тях е и Царят. По това време се оземляват бедни граждани и се използва Трудовата повинност за оформяне на улици, коритото на реката в града и други.